# Porządek leksykograficzny
Porządek leksykograficzny – uogólnienie porządku alfabetycznego definiowane w matematyce jako porządek w zbiorze ciągów {\displaystyle X^{*}} pewnego zbioru {\displaystyle X} indukowany przez porządek {\displaystyle \preccurlyeq } w zbiorze {\displaystyle X.}
{\displaystyle X} może być zbiorem symboli pewnego alfabetu, zbiorem liczb całkowitych lub jakimkolwiek innym zbiorem, którego elementy potrafimy porównywać.

## Definicja
Relację leksykograficzną {\displaystyle \preccurlyeq } między ciągami {\displaystyle \alpha ,\beta \in X^{*}} ustala się następująco:
- jeśli istnieje wskaźnik {\displaystyle j} taki, że {\displaystyle \alpha (j)\neq \beta (j),} to znajdujemy najmniejszy {\displaystyle i} o tej własności[a]. Wówczas
  - {\displaystyle \alpha \preccurlyeq \beta } gdy {\displaystyle \alpha (i)\preccurlyeq \beta (i)} lub {\displaystyle \beta \preccurlyeq \alpha } gdy {\displaystyle \beta (i)\preccurlyeq \alpha (i)} (tzn. relacja między ciągami jest zgodna z relacją między odpowiednimi elementami)
- jeśli taki {\displaystyle j} nie istnieje, to
  - jeśli oba są skończone i tej samej długości, to {\displaystyle \alpha =\beta }
  - jeśli oba ciągi są nieskończone, to {\displaystyle \alpha =\beta }
  - jeśli są różnej długość np. {\displaystyle \beta } jest dłuższy od {\displaystyle \alpha } (w szczególności {\displaystyle \beta } może być nieskończony), to {\displaystyle \alpha \ \preccurlyeq \ \beta }

## Przykłady
- zakładając naturalny porządek na liczbach, ciąg (1, 0, 0, 0) jest leksykograficznie większy (późniejszy) od ciągu (0, 10, 100, 1000) – na pierwszej różniącej się pozycji liczba w pierwszym ciągu (1) jest większa niż w drugim (0).
- zakładając porządek alfabetyczny, słowo „krowa” jest większe od słowa „kot” – na pierwszej różniącej się pozycji „r” jest większe od „o”.

Nazwa porządku leksykograficznego pochodzi od sposobu w jaki słowa są uporządkowane w słowniku, najpierw według pierwszej litery, następnie według drugiej, i tak dalej.
W teorii ekonomii porządek leksykograficzny ma znaczenie głównie jako prosty przykład preferencji, których nie można przedstawić przy pomocy ciągłej funkcji użyteczności.